# Голизаде, Али
Али Голизаде Ножеде (перс. علی قلی‌زاده‎; род. 10 марта 1996, Тегеран) — иранский футболист, нападающий клуба «Лех» и национальной сборной Ирана.

## Клубная карьера
Воспитанник молодёжной команды «Сайпа» (Тегеран). В возрасте восемнадцати лет был переведён из молодёжного состава в основной. В Про-лиге Ирана дебютировал поединке 30-го тура сезона 2013/14 годов против клуба «Саба Ком», выйдя на замену. В следующем сезоне 2014/15 годов принял участие в трёх матчах чемпионата. В конце следующего сезона 2015/16 годов играл регулярно. 28 апреля 2016 года отличился первым голом в чемпионате в поединке 28-го тура против клуба «Эстегляль». Всего в сезоне сыграл 12 матчей, в которых отличился одним голом и голевой передачей. Отличился двумя голами в следующем сезоне 2016/17 годов, в общей сложности провёл 23 матча в чемпионате. В сезоне 2017/18 годов окончательно закрепился в стартовом составе, отличился шестью голами и аналогичным количеством голевых передач в 28 матчах чемпионата. Благодаря удачной игре получил награду «Лучший молодой игрок сезона» в Про-лиге Ирана.
30 мая 2018 года перешёл в бельгийский клуб «Шарлеруа», с которым подписал 2-летний контракт с опцией продления ещё на два года. Помимо него в составе клуба был другой иранский футболист Кавех Резаи, а неделю спустя к клубу присоединился третий иранец Омид Нурафкан из «Эстегляля». Дебютировал в бельгийском чемпионате 29 июля 2018 в поединке против клуба «Антверпен». 25 ноября 2018 года отметился первым голом в матче 16-го тура против клуба «Локерена». В сезоне 2018/19 годов не смог закрепиться в стартовом составе, а с декабря 2018 года пропустил большинство матчей чемпионата из-за проблем с травмами, поэтому завершил сезон с одним голом и пятью передачами в 22 матчах национального первенства. С октябре 2019 года закрепился в стартовом составе, в неполном сезоне 2019/20 годов сыграл 22 поединка, в которых отличился тремя голами и 7 голевыми передачами.

## Клубная статистика выступлений
| Клуб             | Дивизион         | Сезон                       | Лига  | Лига | Кубок | Кубок | Континентальные | Континентальные | Другие | Другие | В целом | В целом |
| Клуб             | Дивизион         | Сезон                       | Матчи | Голы | Матчи | Голы  | Матчи           | Голы            | Матчи  | Голы   | Матчи   | Голы    |
| ---------------- | ---------------- | --------------------------- | ----- | ---- | ----- | ----- | --------------- | --------------- | ------ | ------ | ------- | ------- |
| «Сайпа»          | 2013-14          | Про-лига Персидского залива | 1     | 0    | 0     | 0     | -               | -               | -      | -      | 1       | 0       |
| «Сайпа»          | 2014-15          | Про-лига Персидского залива | 3     | 0    | 0     | 0     | -               | -               | -      | -      | 3       | 0       |
| «Сайпа»          | 2015-16          | Про-лига Персидского залива | 12    | 1    | 1     | 0     | -               | -               | -      | -      | 13      | 1       |
| «Сайпа»          | 2016-17          | Про-лига Персидского залива | 23    | 1    | 2     | 0     | -               | -               | -      | -      | 25      | 1       |
| «Сайпа»          | 2017-18          | Про-лига Персидского залива | 28    | 6    | 1     | 0     | -               | -               | -      | -      | 29      | 6       |
| «Сайпа»          | В целом          | В целом                     | 67    | 8    | 4     | 0     | 0               | 0               | 0      | 0      | 71      | 8       |
| «Шарлеруа»       | 2018-19          | Лига Жупиле                 | 22    | 1    | 1     | 1     | -               | -               | 0      | 0      | 23      | 2       |
| «Шарлеруа»       | 2019-20          | Лига Жупиле                 | 22    | 3    | 3     | 1     | -               | -               | -      | -      | 25      | 4       |
| «Шарлеруа»       | 2020-21          | Лига Жупиле                 | 11    | 3    | 0     | 0     | 2               | 0               | -      | -      | 14      | 3       |
| «Шарлеруа»       | В целом          | В целом                     | 55    | 7    | 4     | 2     | 2               | 0               | 0      | 0      | 62      | 9       |
| Всего за карьеру | Всего за карьеру | Всего за карьеру            | 122   | 13   | 8     | 2     | 2               | 0               | 0      | 0      | 133     | 17      |

## Карьера в сборной
В составе юношеской сборной Ирана (U-17) участвовал в юношеском чемпионате Азии (U-16) 2012 и юношеском чемпионате мира (U-17) 2013 года. В матче 1/8 финала против будущего победителя турнира, сборной Нигерии, отличился единственным голом в футболке своей сборной. Получил приглашение в молодёжную сборную Ирана (U-20)для подготовки к юношескому чемпионату Азии (U-19) 2014 года. На самом турнире не сыграл.
В футболке национальной сборной Ирана дебютировал 17 марта 2018 года в поединке против сборной Сьерра-Леоне, в котором отличился двумя голами. В мае 2018 года попал в расширенный список игроков в состав сборной для поездки на чемпионат мира 2018 года в России, но в окончательный состав на турнир не попал. В ноябре 2022 года был включён в окончательный список футболистов которые попали в заявку сборной Ирана для участия в матчах чемпионата мира 2022 года в Катаре.